# Erol Taş
Erol Taş (Erzurum, 28 de febrer de 1926, Istanbul, 8 de novembre de 1998) fou un actor de cinema turc. La pel·lícula «Susuz Yaz» (turc per Estiu sense Aigua), la pel·lícula en la qual comparteix els rols principals amb l'actiriu Hülya Koçyiğit va ser guanyadora de l'Os d'Or en el Festival Internacional de Cinema de Berlín el 1964.

## Biografia

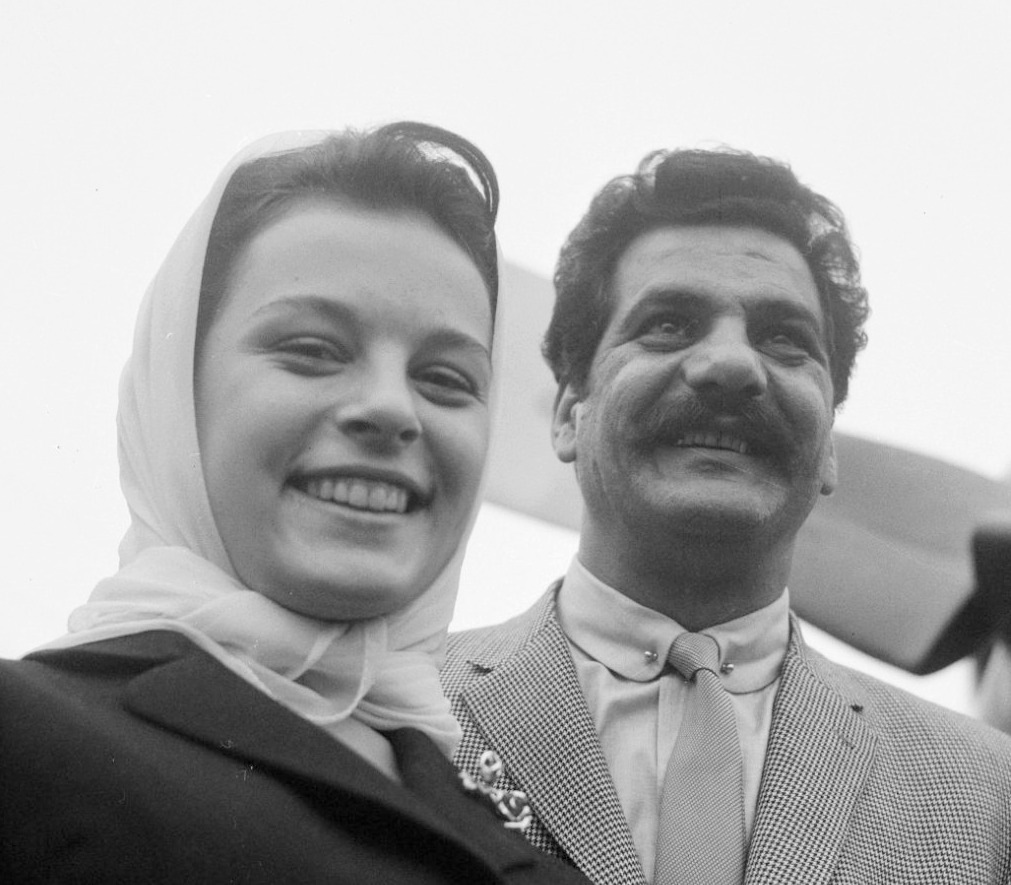
Taş amb Hülya Koçyiğit a Berlín el 1964

L'any 1965 Taş va quedar vidu amb tres fills (un noi, Metin, i dues noies, Güler i Gönül) i es va casar amb la seva cosina Elmas (Taş) el 1966, amb qui va tenir una filla, Müjgan.
Taş ha participat en 800 pel·lícules i gairebé sempre com a personatge dolent.